# 訃報 1982年11月
訃報 1982年11月（ふほう 1982ねん11がつ）では、1982年（昭和57年）11月中に物故した、又は物故が報じられた人物についてまとめる。

## （1日 - 15日）

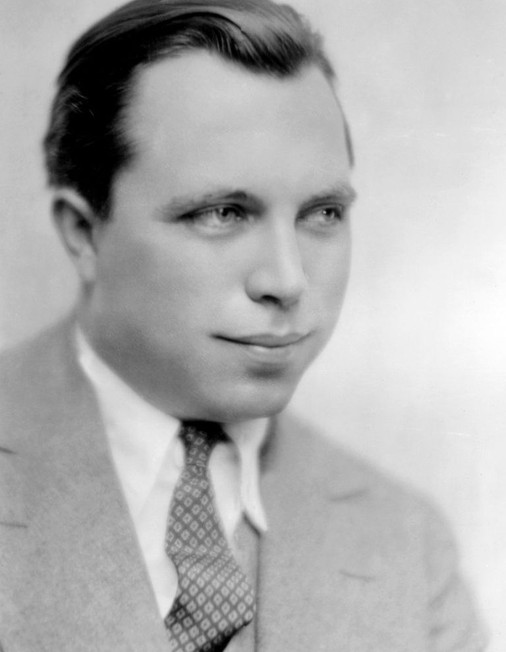
キング・ヴィダー／11月1日没

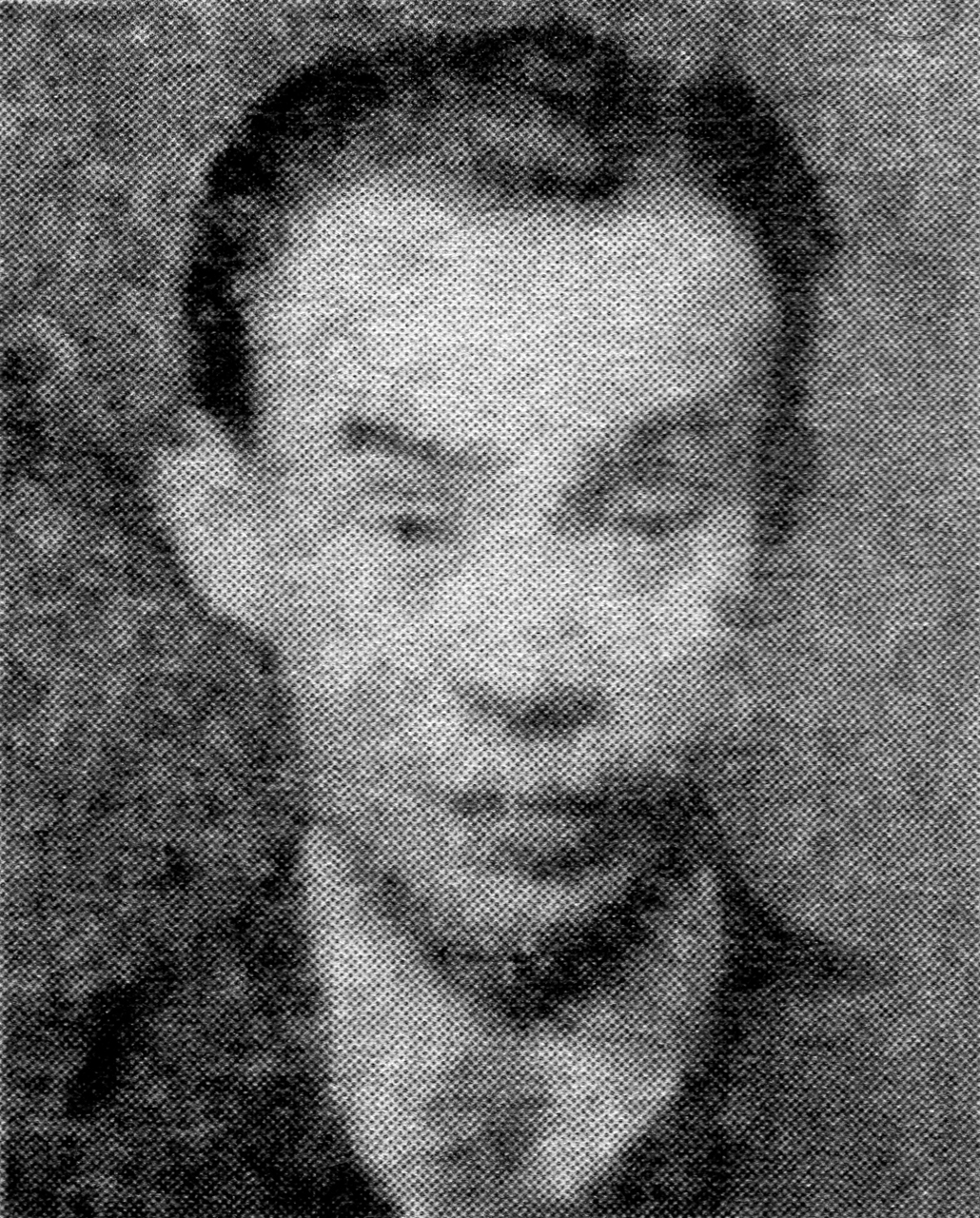
神山清志／11月7日没

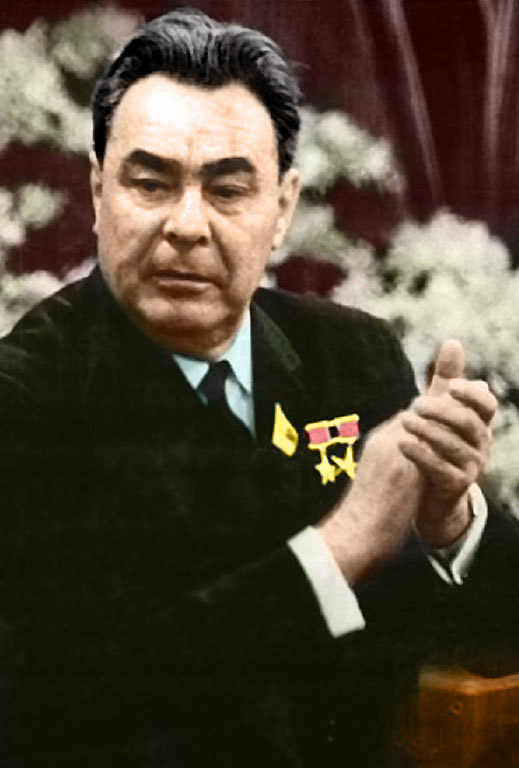
レオニード・ブレジネフ／11月10日没

- 11月1日 - キング・ヴィダー、映画監督（* 1894年）
- 11月2日 - 勝田興[1]、プロ野球選手（* 1923年）
- 11月3日 - E・H・カー、歴史家・政治学者（* 1892年）
- 11月7日 - 神山清志、新聞記者・作詞家（*1921年）
- 11月10日 - 石本秀一、元プロ野球監督（* 1897年）
- 11月10日 - レオニード・ブレジネフ、ソビエト連邦共産党書記長（* 1906年）
- 11月15日 - 河井信太郎、検察官（* 1913年）

## （16日 - 30日）

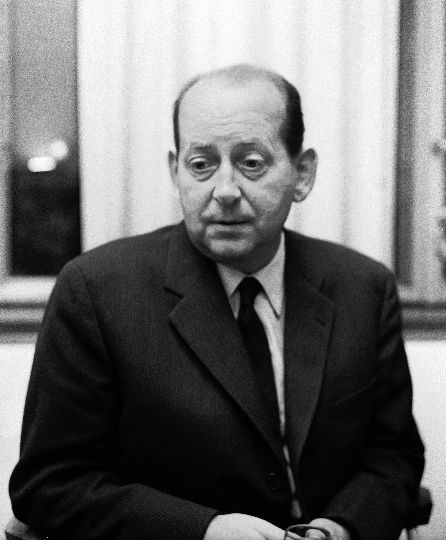
エドゥアルド・トゥビン／11月17日没

レオニード・コーガン／11月17日没

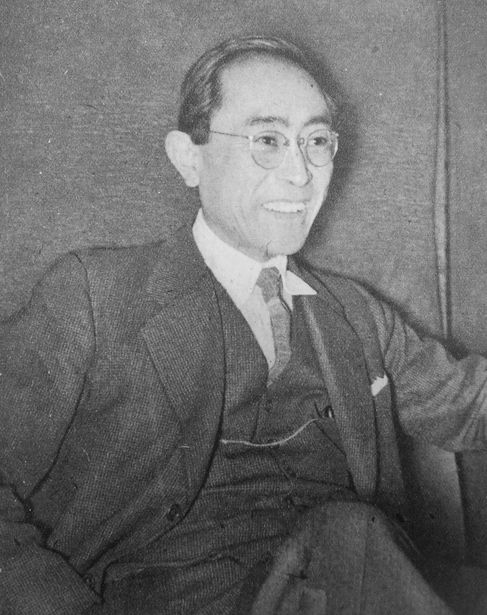
坪井忠二／11月19日没

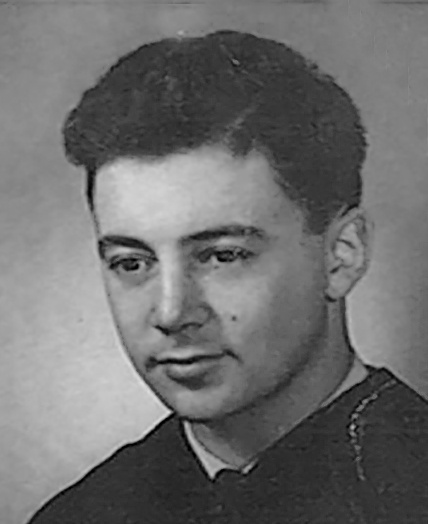
アーヴィング・ゴッフマン／11月19日没

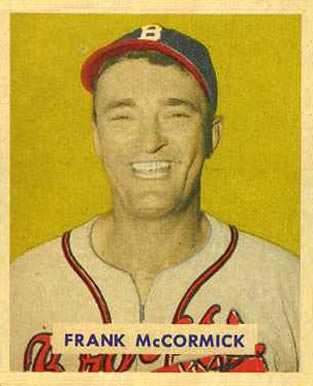
フランク・マコーミック／11月21日没

- 11月17日 - エドゥアルド・トゥビン、作曲家・指揮者（* 1905年）
- 11月17日 - レオニード・コーガン、ヴァイオリニスト（* 1924年）
- 11月18日 - 金得九、プロボクサー（* 1959年）
- 11月19日 - 坪井忠二、地球物理学者（* 1902年）
- 11月19日 - アーヴィング・ゴッフマン、社会学者（* 1922年）
- 11月20日 - 松田昇、高知商業高校野球部元監督、明徳高校野球部監督（*1905年）
- 11月21日 - フランク・マコーミック、メジャーリーガー（* 1911年）